# Miazzina
Miazzina ist eine Gemeinde in der italienischen Provinz Verbano-Cusio-Ossola (VB) in der Region Piemont.

## Lage und Einwohner
Miazzina liegt 10 km nördlich von der Provinzhauptstadt Verbania entfernt und umfasst eine Fläche von 21 km². Miazzina hat 392 Einwohner (Stand 31. Dezember 2024). Ein Teil seines Gemeindegebietes gehört zum Nationalpark Val Grande.
Die Nachbargemeinden sind Aurano, Cambiasca, Caprezzo, Cossogno, Cursolo-Orasso, Falmenta, Gurro, Intragna und Verbania.

## Wandern in den Alpen

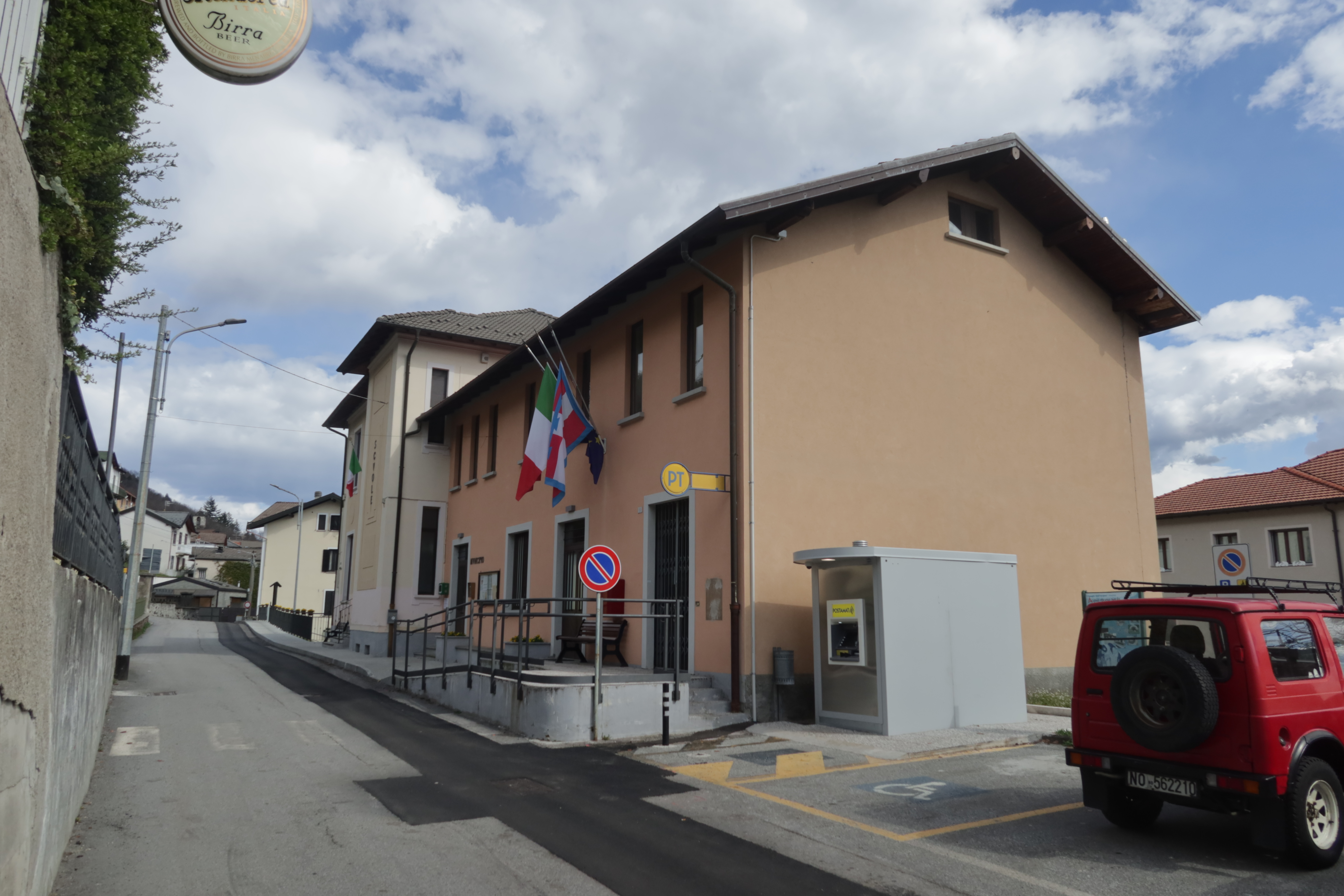
Gemeindeverwaltung

Ein interessantes Ausflugsziel ist die Curgei-Hütte im Nationalpark Val Grande, die sich auf 1350 m ü. M. mit 12 Betten befindet.

## Persönlichkeit
- Achille Tominetti (* 1. Oktober 1848, Mailand; † 1. Juli 1917, Miazzina), italienischer Maler